# سيسيل
سيسيل (بالإنجليزية: CeCILL، وهي اختصار لكلمة CEA CNRS INRIA Logiciel Libre)‏ هي رخصة برمجيات حرة تكيفت مع المسائل القانونية العالمية والفرنسية. وهي تتوافق مع رخصة جنو العمومية.